# Le Balourd
Pour plus de détails, voir Fiche technique et Distribution.
Le Balourd (The Boob) est un film américain de William A. Wellman sorti en 1926.

## Synopsis
Peter est un idéaliste courtois qui cherche à gagner le cœur d'Amy, qui à son tour aime Harry. De côté Jane est une agent de la Prohibition qui aide à découvrir les activités de contrebande. 

## Fiche technique
- Titre : Le Balourd
- Titre original : The Boob
- Réalisation : William A. Wellman
- Scénario : Kenneth B. Clarke d'après une histoire de George Scarborough et Annette Westbay
- Intertitres : Katherine Hilliker et H.H. Caldwell
- Société de production : MGM
- Musique : Arthur Barrow
- Image : William H. Daniels
- Montage : Ben Lewis
- Décorateur de plateau : Ben Carré et Cedric Gibbons
- Pays : États-Unis
- Genre : Drame
- Durée : 64 minutes
- Format : Noir et blanc - film muet
- Date de sortie :
  - États-Unis : 17 mai 1926

## Distribution
- Gertrude Olmstead : Amy
- George K. Arthur : Peter Good
- Joan Crawford : Jane
- Charles Murray : Cactus Jim
- Tony D'Algy : Harry Benson
- Hank Mann : L'employé de bureau
- Edythe Chapman (non créditée) : La vieille dame